# Sel de Reinecke
Le sel de Reinecke est un composé chimique de formule NH4[Cr(NCS)4(NH3)2], qui existe généralement sous forme d'hydrate. Il s'agit d'un solide cristallisé rouge sombre, soluble dans l'eau bouillante, l'acétone et l'éthanol. L'atome de chrome à l'état d'oxydation +3 est coordonné à six atomes d'azote dans une géométrie octaédrique. Les quatre anions isocyanate SCN− sont linéaires et alignés avec l'atome de chrome en position équatoriale, tandis que les deux ligands ammine NH3 sont trans l'un par rapport à l'autre, en position polaire. 
Le sel de Reinecke a été mentionné pour la première fois par le chimiste allemand Albert Reinecke en 1863. Il est obtenu en traitant du thiocyanate d'ammonium NH4SCN fondu (point de fusion de l'ordre de 145 à 150 °C) avec du dichromate d'ammonium (NH4)2Cr2O7.

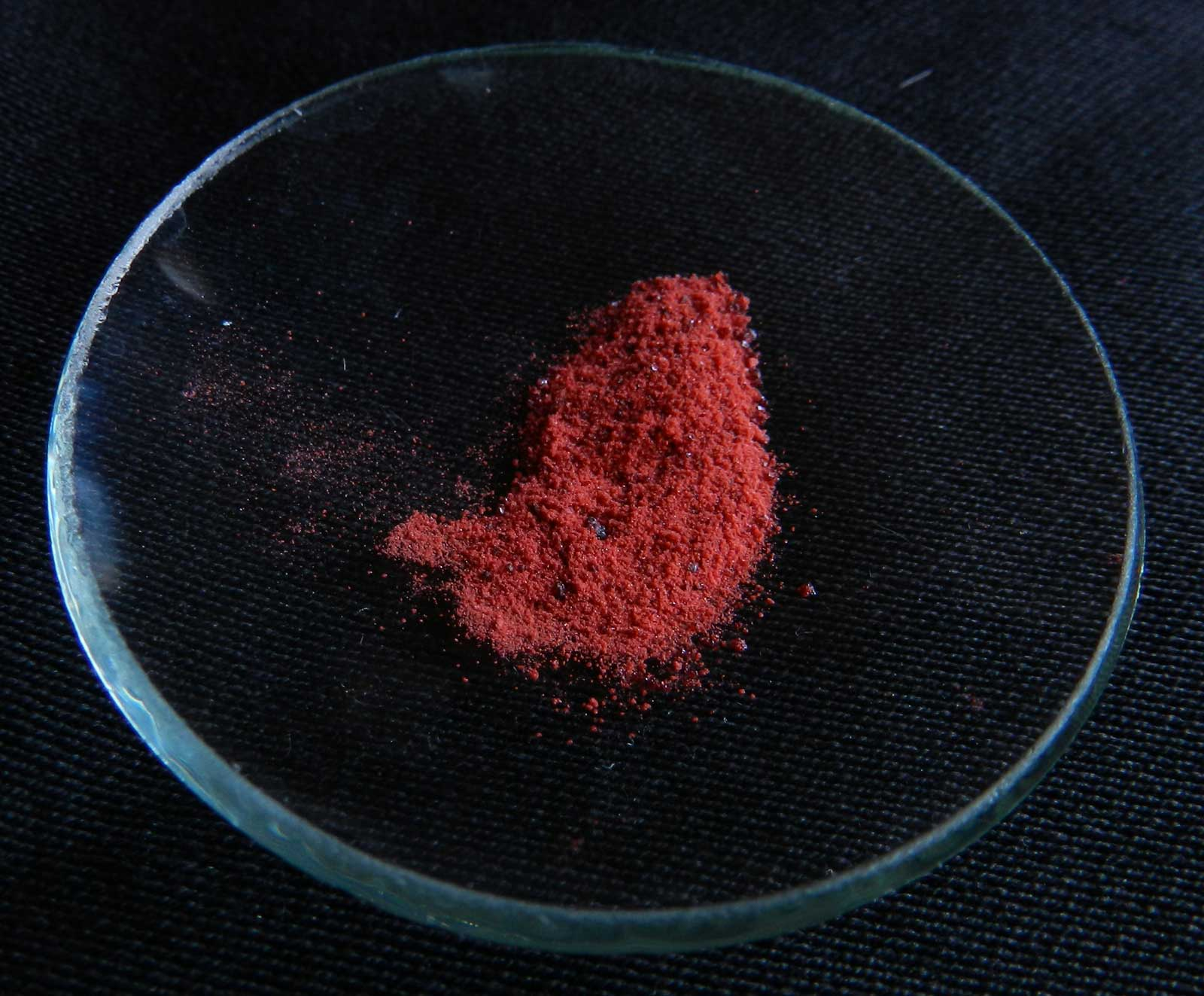
Sel de Reinecke.
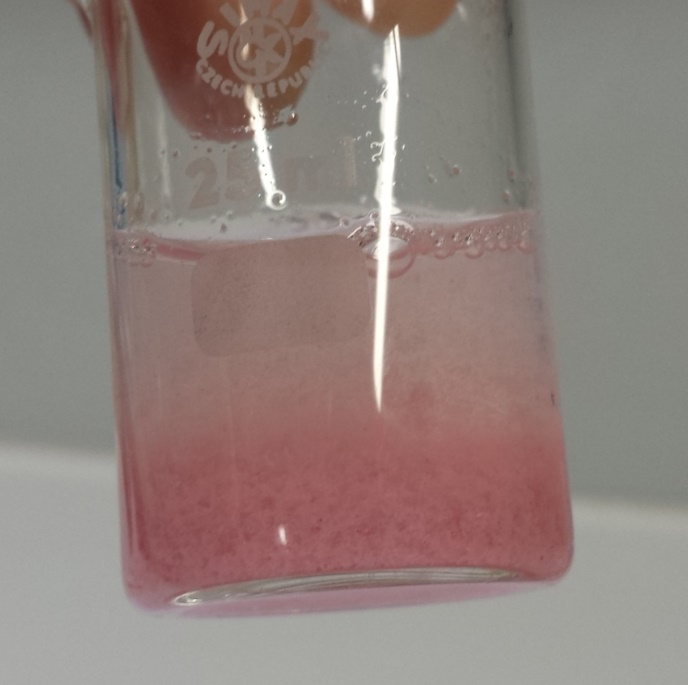
Les cations Hg2+ forment un précipité rose floconneux.

## Applications
Ce composé peut être utilisé pour précipiter des amines primaires et secondaires sous forme de sels d'ammonium. Par exemple, les amines dérivées d'acides aminés tels que la proline et l'hydroxyproline forment des précipités cristallins avec le sel de Reinecke. Ce réactif est également utilisé en chimie analytique pour détecter les cations métalliques. Par exemple, avec les cations de mercure(II), il se forme un précipité rouge clair peu soluble dit de « reineckate de mercure(II) » :
Hg2+ + 2 NH4[Cr(SCN)4(NH3)2] ⟶ Hg[Cr(SCN)4(NH3)2]2↓ + 2 NH4+.
Les cations de cuivre(I) forment un précipité jaune peu soluble :
Cu+ + NH4[Cr(SCN)4(NH3)2] ⟶ Cu[Cr(SCN)4(NH3)2]↓ + NH4+.
La détection par le sel de Reinecke est très sensible. Cette méthode peut également être utilisée pour la détermination quantitative par photométrie. Par exemple, la précipitation de mercure(II) en présence de thiourée donne un complexe soluble dans les cétones et peut être mesuré par photométrie entre 520  et   540 nm.